# Kjeld Nørgaard
Kjeld Nørgaard, född 8 oktober 1938 i Rønne, död 26 mars 2025, var en dansk skådespelare.
Nørgaard studerade vid Det Kongelige Teaters elevskola med examen 1966.
Kjeld Nørgaard har avlidit den 26 mars 2025. Det bekräftar skådespelarens familj.

## Filmografi (urval)
- 1974 – Nøglehullet
- 1988 – Vid vägen
- 1989 – Miraklet i Valby
- 1999 – Mifune
- 2000 – Bornholms eko
- 2002 – Tinke
- 2005 – Krönikan